# Чёрная (река, впадает в Селигер)
Чёрная — река в России, протекает в Осташковском городском округе и Фировском районе Тверской области, Демянском районе Новгородской области. 
Река вытекает из болота Остров близ озера Серемо в Фировском районе, впадает в озеро Селигер. Длина реки составляет 18 км, площадь водосборного бассейна 75,9 км². 

### Притоки
- Ветиц

## Данные водного реестра
По данным государственного водного реестра России относится к Верхневолжскому бассейновому округу, водохозяйственный участок реки — Волга от Верхневолжского бейшлота до города Зубцов, без реки Вазуза от истока до Зубцовского гидроузла, речной подбассейн реки — бассейны притоков (Верхней) Волги до Рыбинского водохранилища. Речной бассейн реки — (Верхняя) Волга до Куйбышевского водохранилища (без бассейна Оки).
Код объекта в государственном водном реестре — 08010100412110000000427.